# Юнга зі шхуни «Колумб»
«Юнга зі шхуни „Колумб“» (рос. «Юнга со шхуны „Колумб“») — український радянський художній фільм 1963 року режисера Євгена Шерстобитова за мотивами повісті Миколи Трублаїні «Шхуна „Колумб“».

## Синопсис
Завдяки підліткам Марко і Люді прикордонниками були затримані диверсанти, які намагаються вийти у відкрите море на захопленій ними шхуні «Колумб».

## У ролях
- Ірина Мицик —  Люда
- Володимир Кисленко — Марко
- Віктор Мірошниченко — Левко
- Іван Рижов — Стах Очерет
- Сергій Кривошликов — Грицько
- Таня Фатєєва — Катя
- Дмитро Франько —  Ковальчук
- Вітольд Янпавліс —  незнайомець
- Софія Карамаш — мати Марка та Грицька
- Олег Мокшанцев — капітан мінісубмарини, диверсант
- Олексій Бунін — представник держбезпеки
- Олексій Омельчук — Олексій Володимирович, капітан 1-го рангу
- Альфред Шестопалов — контр-адмірал
- Анатолій Юрченко — капітан 3-го рангу
- Жемма Чайка — тітка Люди
- Геннадій Юхтін — рудобородий
- Борис Свєтлов — капітан «Кайману»
- Анатолій Гриневич — помічник капітана «Кайману»
- Валентин Черняк — капітан 295-го
- Володимир Клунний — прикордонник
- Олександр Толстих —  Лащук (немає в титрах)
- Леонід Марченко —  матрос-акустик (немає в титрах)
- Андрій Дерев'янко — «Акула»

## Творча група
- Автор сценарію: Юрій Чулюкін
- Режисер: Євген Шерстобитов
- Оператор: Василь Курач
- Композитор: Азон Фаттах